# 希陶蹄盖蕨
希陶蹄盖蕨（学名：Athyrium dentigerum）为蹄盖蕨科蹄盖蕨属下的一个种。

## 扩展阅读
- 維基物種上的相關：希陶蹄盖蕨